# オフィシャル・モンスター・レイブン・ルーニー・パーティー
オフィシャル・モンスター・レイブン・ルーニー・パーティー (The Official Monster Raving Loony Party 略称:OMRLP)とは、1982年にスクリーミング・ロード・サッチによって創設されたイギリスの政党 である。 

## 歴史
前身はスクリーミング・ロード・サッチが1963年に結成したナショナル・ティーンエイジ・パーティーである。「レイブン・ルーニー」の呼称は1983年のイギリス総選挙において初めて使用された。なおルーニー(馬鹿げた、愚かなの意)を党名に使用した先駆けとしては、1976年ケンブリッジ区選挙に立候補者を立てた「サイエンス・フィクション・ルーニー」がある。
マニフェストには実現が不可能な政策や不合理な政策が散見されそれ自体が政治風刺となっているが、「選挙権年齢を18歳に引き下げ」「パブの終日営業」など後に実現した政策も少なくない。

## イギリス総選挙での得票結果
| 選挙   | 候補者数 | 獲得票数 | 得票率 |
| ------ | -------- | -------- | ------ |
| 1983年 | 11       | 3,105    | 0.0    |
| 1987年 | 5        | 1,951    | 0.0    |
| 1992年 | 25       | 7,929    | 0.1    |
| 1997年 | 24       | 7,906    | 0.0    |
| 2001年 | 15       | 6,655    | 0.0    |
| 2005年 | 19       | 6,311    | 0.0    |
| 2010年 | 27       | 7,510    | 0.0    |
| 2015年 | 27       | 3,898    | 0.0    |
| 2017年 | 12       | 3,890    | 0.0    |